# 异戊醛
異戊醛，又名3-甲基丁醛，是一種化學式為C5H10O的有機化合物。它在常溫常壓下為無色液體，應用於工業合成中，是正戊醛的同分異構體。

## 存在
異戊醛存在於橙、檸檬、尤加利樹等植物的精油中，亦存在於啤酒、芝士等加工食品中。

## 製備
異戊醛可以由異戊醇以重鉻酸鈉氧化而成。同時，可借由還原異戊酸來製備異戊醇，再將它氧化成異戊醛。
異戊醛亦可透過異丁烯在催化劑、氫氣與一氧化碳的存在下發生氫甲酰化反應而生成，化學式如下：
CH3CH3CCH2 + H2 + CO → (CH3)2CHCH2CHO
在啤酒中，亮氨酸會跟還原酮產生一系列的化學反應，生成異戊醛。

## 反應
異戊醛帶有醛的官能團，故可以被重鉻酸鉀等氧化劑氧化成爲羧酸（異戊酸），亦可以被氫化鋁鋰、硼氫化鈉等還原劑還原做異戊醇。同時，異戊醛可以將多倫試劑（銀氨錯合物）還原成銀，產生銀鏡。

## 用途

### 有機合成
異戊醛是種化工原料，可以用來合成新握克丁、布噻嗪等藥品。

### 製造香精
異戊醛帶有水果的香氣（於極度稀釋時呈蘋果味，濃度低於10 ppm時是桃子味），可用於配置各種水果味的香精。

### 工業
異戊醛可作爲橡膠的促進劑。